# Pselliophora tripudians
Pselliophora tripudians är en tvåvingeart som beskrevs av Mario Bezzi 1916. Pselliophora tripudians ingår i släktet Pselliophora och familjen storharkrankar. Inga underarter finns listade i Catalogue of Life.